# Fouad El Taher
Fouad El Taher est un joueur d'échecs égyptien né le avril 1965.

## Biographie et carrière
Maître international depuis 1998, il a représenté l'Égypte lors de huit olympiades de 1986 à 2008, dont trois fois au premier échiquier de l'équipe d'Égypte (en 1992, 1994 et 2000), marquant 47 points en 79 parties (59,5 %).
Lors du tournoi interzonal de Manille en 1990, il finit 58e sur 64 participants avec 4 points sur 13.
Il participa à deux championnats du monde individuels : en 2000, éliminé au premier tour par Alekseï Aleksandrov (3,5 à 4,5) et en 2001, éliminé au premier tour par Kiril Georgiev (1 à 3).